# Ataenius communis
Ataenius communis är en skalbaggsart som beskrevs av Hinton 1936. Ataenius communis ingår i släktet Ataenius och familjen Aphodiidae. Inga underarter finns listade.